# Slokosjtitsa
Slokosjtitsa (bulgariska: Слокощица) är ett distrikt i Bulgarien.   Det ligger i kommunen obsjtina Kjustendil och regionen Kjustendil, i den västra delen av landet, 60 km sydväst om huvudstaden Sofia.
Trakten runt Slokosjtitsa består i huvudsak av gräsmarker. Runt Slokosjtitsa är det glesbefolkat, med 8 invånare per kvadratkilometer.